# ألبرت إل. بيكر
ألبرت إل. بيكر (بالإنجليزية: Albert L. Becker)‏ هو ضابط أمريكي، ولد في 3 ديسمبر 1911، وتوفي في 24 ديسمبر 1992.